# سان خاسینتو (بولوار)
سان خاسینتو (به اسپانیایی: San Jacinto) یک منطقهٔ مسکونی در کلمبیا است که در بخش بولیوار، کلمبیا واقع شده‌است. سان خاسینتو ۲۱٬۴۵۶ نفر جمعیت دارد.